# Ada Febbraio
Ada Febbraio (Napoli, 24 agosto 1990) è un'attrice italiana.

## Biografia
Non ancora maggiorenne, debutta in televisione con 'O professore, per la regia di Maurizio Zaccaro, dove interpreta il ruolo di Teresa.
Successivamente viene scelta per il ruolo di Penni Benvenuto che la Febbraio ricopre sia dalla terza stagione di Un posto al sole d'estate sia in Un posto al sole.

## Filmografia
- 'O professore, regia di Maurizio Zaccaro - Miniserie TV - Canale 5 (2008)
- La nuova squadra - Serie TV - Rai Tre (2008)
- Un posto al sole, registi vari - Soap opera - Rai Tre (2008)
- Un posto al sole d'estate, registi vari - Soap opera - Rai Tre (2008-2009)
- I delitti del cuoco, regia di Alessandro Capone - Miniserie TV - Canale 5 (2010)